# 北信濃絶唱
『北信濃絶唱』（きたしなのぜっしょう）は、1972年1月4日～3月3日にTBS「花王 愛の劇場」枠にて放送された昼ドラマである。

## キャスト
北上圭子
演 - 島かおり
主人公。
洋一
演 - 長澄修
さわ
演 - 折原啓子
留子
演 - 浜田ゆう子
久造
演 - 河野秋武
笹村英二
演 - 大林隆介
幹子
演 - 藤田佳子
章太
演 - 小山渚
さより
演 - 鷲尾真知子
忠次
演 - 高杉哲平
その他
演 - 三宅邦子、川合伸旺

## スタッフ
- プロデューサー - 風間孝雄、藤田昌一
- 作 - 西沢裕子
- ナレーター - 山内雅人
- 音楽 - 渡辺岳夫
- 監督 - 枝川弘
- 制作 - TBS､大映テレビ

## 主題歌
オリジナル音源は、RCAレコード（日本ビクター）より発売。
- 「北信濃絶唱」作詞：西沢裕子、作曲：渡辺岳夫、歌：野路由紀子
  - 1972年にRCAレコードのベストセラーアルバムを受賞[1]。